# 15017 Cuppy
15017 Cuppy este un asteroid din centura principală, descoperit pe 22 septembrie 1998, de LONEOS.